# Тональпоуалли
Тональпоуалли (аст. tōnalpōhualli [toːnaɬpoːˈwalːi] — счёт дней) — ритуальный календарь ацтеков и 260-дневный период, часто называемый священным годом, использовавшийся в доколумбовой Месоамерике.
Этот ритуальный календарь был записан в «книге дней» тоналаматль, которая представляла собой кодекс на коже или бумаге из коры, на основе которого жрец тональпоуке составлял гороскопы и вычислял благоприятные и неблагоприятные дни. Его структура была аналогична календарю майя и, вероятно, унаследована от них через тольтеков.

## Структура
Священный год по тональпоуалли состоял из двадцати 13-дневных «недель», так называемых тресен (trecena, от исп. trece — тринадцать). Каждая тресена имела своего покровителя среди божеств.
Каждому дню года назначалась комбинация из числа от 1 до 13 и одного из двадцати знаковых дней (см. ниже), таким образом у каждого дня было своё уникальное обозначение. Всего таких комбинаций 260, что и дало в итоге 260-дневный священный год. При наступлении нового дня к дате прибавлялась единица и новый знак. Так, первая неделя начиналась в день 1 Крокодил, дальше шёл 2 Ветер, 3 Дом, 4 Ящерица и далее до дня 13 Тростник. После этого числа повторялись, а знаки присваивались по порядку: вторая неделя начиналась в 1 Ягуар и заканчивалась в 13 Череп и так далее. Только по прошествии полных 260 дней (13×20) оба цикла чисел и знаков совпадали и снова повторялась комбинация 1 Крокодил.
Считалось, что каждым знаком управляет бог или богиня, также все они были связаны со сторонами света (против часовой стрелки, начиная с востока, откуда всходит солнце).
Происхождение тональпоуалли неизвестно, однако на этот счёт существует несколько теорий, например, что он представляет собой венерианский цикл или соответствует периоду беременности у человека. С другой стороны, некоторые учёные полагают, что тональпоуалли не имеет отношения к явлениям природы, но полностью основан на взаимосвязи чисел 13 и 20, которые в Месоамерике имели особое значение.
Другой ацтекский календарь шиупоуалли представляет собой солнечный календарь, в котором год состоит из 18 месяцев по 20 дней с прибавлением 5 пустых дней. Шиупоуалли получал название по знаку своего первого дня по тональпоуалли. Например, Эрнан Кортес встретился с Моктесумой II в день 8 Ветер в год 1 Тростник (или 8 ноября 1519 г.), в тринадцатый год тогдашнего цикла.
Шиупоуалли и тональпоуалли совпадали каждые 52 года. Ацтеки верили, что в конце каждого такого цикла миру угрожает опасность быть уничтоженным, поэтому начало нового ознаменовывалось особыми торжествами.

## Знаки дней
Календарь тональпоуалли насчитывал 20 знаков дней. Существуют разные варианты их изображения. Ниже приведены знаки из кодекса Мальябекиаяно.
| Символ | Название на науатле | Божество       | Перевод      | Сторона света |
| ------ | ------------------- | -------------- | ------------ | ------------- |
|        | Сипактли            | Тональтекутли  | Крокодил     | Восток        |
|        | Ээкатль             | Кецалькоатль   | Ветер        | Север         |
|        | Калли               | Тепейоллотль   | Дом          | Запад         |
|        | Куэцпалин           | Уэуэкойотль    | Ящерица      | Юг            |
|        | Коатль              | Чальчиутликуэ  | Змея         | Восток        |
|        | Микистли            | Тексистекатль  | Череп Смерть | Север         |
|        | Масатль             | Тлалок         | Олень        | Запад         |
|        | Точтли              | Майяуэль       | Кролик       | Юг            |
|        | Атль                | Шиутекутли     | Вода         | Восток        |
|        | Ицкинтли            | Миктлантекутли | Собака       | Север         |
|        | Осоматли Осомантли  | Шочипилли      | Обезьяна     | Запад         |

| Символ | Название на науатле      | Божество       | Перевод                | Сторона света |
| ------ | ------------------------ | -------------- | ---------------------- | ------------- |
|        | Малиналли                | Патекатль      | Трава                  | Юг            |
|        | Акатль                   | Тескатлипока   | Тростник               | Восток        |
|        | Оцелотль                 | Тласольтеотль  | Оцелот Ягуар           | Север         |
|        | Куаутли Каутли           | Шипе-Тотек     | Орёл                   | Запад         |
|        | Коскакуаутли Коскакаутли | Ицпапалотль    | Стервятник             | Юг            |
|        | Оллин Олин               | Шолотль        | Движение Землетрясение | Восток        |
|        | Текпатль                 | Чальчиутотолин | Кремень Кремнёвый нож  | Север         |
|        | Киауитль                 | Чантико        | Дождь                  | Запад         |
|        | Шочитль                  | Шочикецаль     | Цветок                 | Юг            |

Знаки Ветер и Дождь соответствуют изображением бога ветра Ээкатля и бога дождя Тлалока.

## Тресены
Каждой тресене 260-дневного цикла соответствовало своё божество:
| Тресена                   | Божество       |
| ------------------------- | -------------- |
| 1 Крокодил — 13 Тростник  | Ометеотль      |
| 1 Ягуар — 13 Череп        | Кецалькоатль   |
| 1 Олень — 13 Дождь        | Тепейолотль    |
| 1 Цветок — 13 Трава       | Уэуэкойотль    |
| 1 Тростник — 13 Змея      | Чальчиутликуэ  |
| 1 Череп — 13 Кремень      | Тонатиу        |
| 1 Дождь — 13 Обезьяна     | Тлалок         |
| 1 Трава — 13 Ящерица      | Майяуэль       |
| 1 Змея — 13 Землетрясение | Шиутекутли     |
| 1 Кремень — 13 Собака     | Миктлантекутли |

| Тресена                   | Божество       |
| ------------------------- | -------------- |
| 1 Обезьяна — 13 Дом       | Патекатль      |
| 1 Ящерица — 13 Стервятник | Ицтлаколиуки   |
| 1 Движение — 13 Вода      | Тласольтеотль  |
| 1 Собака — 13 Ветер       | Шипе-Тотек     |
| 1 Дом — 13 Орёл           | Ицпапалотль    |
| 1 Стервятник — 13 Кролик  | Шолотль        |
| 1 Вода — 13 Крокодил      | Чальчиутотолин |
| 1 Ветер — 13 Ягуар        | Чантико        |
| 1 Орёл — 13 Олень         | Шочикецаль     |
| 1 Кролик — 13 Цветок      | Шиутекутли     |